# Jahana Hayes

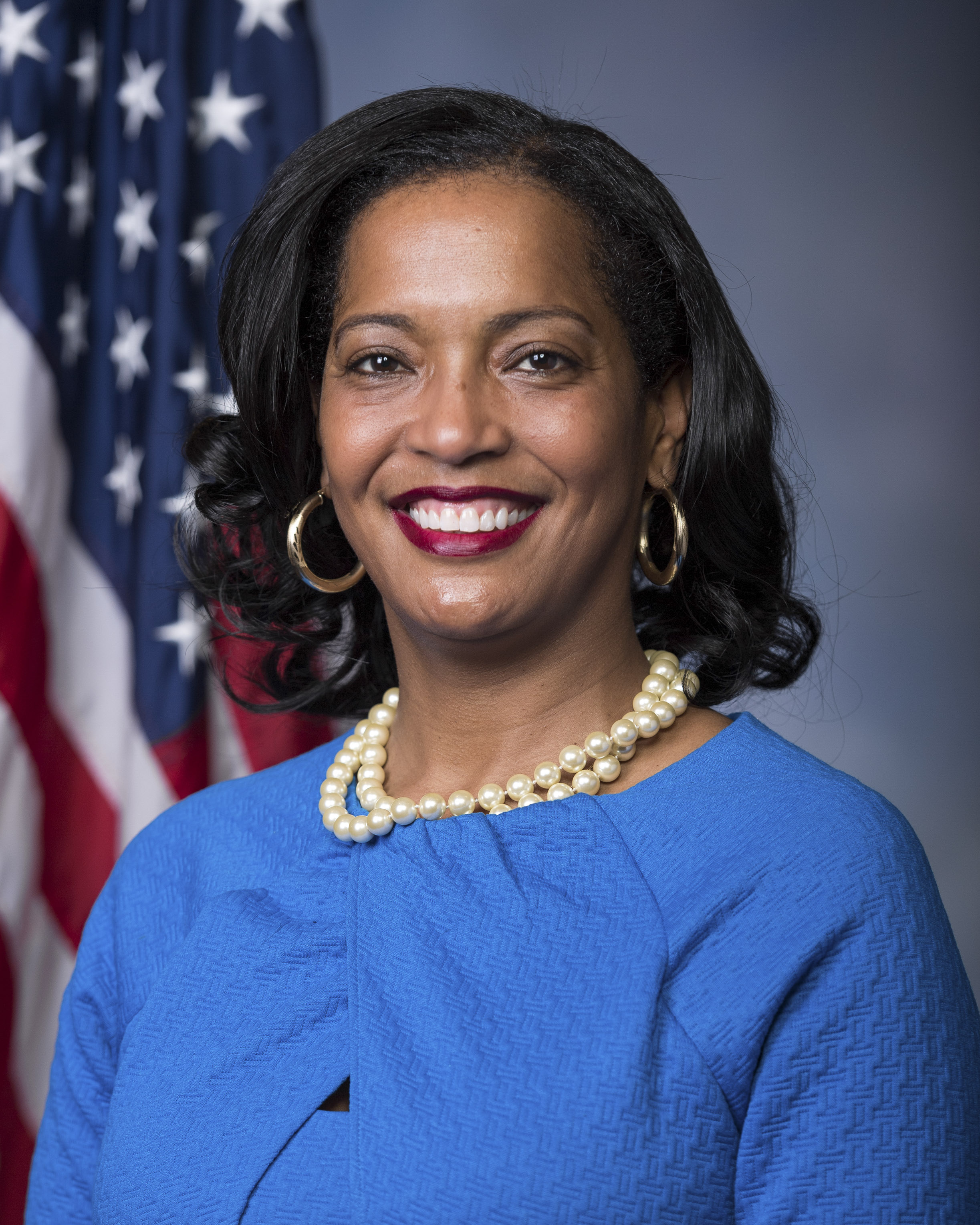
Jahana Hayes 2019

Jahana Flemming Hayes (* 8. März 1973 in Walcott, New Haven County, Connecticut) ist eine US-amerikanische Lehrerin und Politikerin der Demokratischen Partei. Sie erhielt den National Teacher of the Year Award 2016. Seit Januar 2019 vertritt sie den fünften Distrikt des Bundesstaats Connecticut im Repräsentantenhaus der Vereinigten Staaten. Damit ist sie die erste schwarze Frau, die für Connecticut in den Kongress gewählt wurde.

## Leben
Hayes wuchs im Wohnprojekt Berkeley Heights in Waterbury in Armut auf. Ihre Familie kämpfte mit Sucht, stützte sich auf öffentliche Hilfe und verlor zwischenzeitlich ihre Wohnung. Hayes wurde mit 17 schwanger und zog ihre Tochter alleine auf. Sie war gezwungen, ihre Fortgeschrittenenkurse aufzugeben und auf eine alternative Schule für Teenager-Mütter zu wechseln. Trotzdem schrieb sie sich am Naugatuck Valley Community College ein, machte dann ihren vierjährigen Abschluss an der Southern Connecticut State University und ihre Master- und Advanced Degrees an der University of Saint Joseph und der University of Bridgeport, während sie ihre junge Familie unterstützte.
Als alleinerziehende Mutter arbeitete sie an der staatlichen Southbury Training School, wo sie aufgrund von Unterbesetzung oft unfreiwillige Doppelschichten absolvieren musste. Zusätzlich zum Politik- und Geschichtsunterricht an der Kennedy High School, leitete Hayes das Kennedy SOAR Review Board, das eine „Schule innerhalb einer Schule“ für hochbegabte Schüler bietet, die sich für die Teilnahme an ihren Fortgeschrittenenkursen bewerben.

## Politische Karriere
2016 erregte Hayes nationale Aufmerksamkeit, als der damalige US-Präsident Barack Obama ihr eine Kristall-Apfel-Statuette verlieh, als sie zur National Teacher of the Year ernannt wurde. Sie wurde auch in der Ellen DeGeneres Show geehrt und die Kennedy High School erhielt 20.000 US-Dollar in ihrem Namen. Nachdem Hayes zum National Teacher of the Year ernannt worden war, reiste sie in 30 US-Staaten, um sich über die Probleme zu informieren, mit denen die Gemeinden im ganzen Land konfrontiert sind. Dann kehrte sie nach Waterbury zurück, um an der Rekrutierung von Lehrern für ihren Bezirk zu arbeiten.
Hayes bewarb sich 2018 für den fünften Kongresswahlbezirk von Connecticut. In der Vorwahl setzte sie sich mit 62,3 % gegen ihre interne Mitbewerberin Mary Glassman durch. In der eigentlichen Wahl besiegte sie den Republikaner, Manny Santos, mit 55,9 %. Sie folgte damit am 3. Januar 2019 auf ihre demokratische Vorgängerin Elizabeth Henderson Esty, die im April 2018 bekannt gegeben hatte, dass sie sich nicht mehr zur Wiederwahl stellen würde. Im Jahr 2020 traf sie auf David Xavier Sullivan von der Republikanischen Partei und den unabhängigen Bruce Walczak. Sie konnte sich mit 55,1 % der Stimmen erneut durchsetzen.
Die Primary (Vorwahl) ihrer Partei für die Wahlen 2022 wurde mangels Mitbewerbern abgesagt und Hayes erneut zur Kandidatin bestimmt. Sie trat dadurch am 8. November gegen George Logan von der Republikanischen Partei an. Sie konnte die Wahl mit 50,4 % der Stimmen knapp für sich entscheiden und ist dadurch im Repräsentantenhaus des 118. Kongresses vertreten. In der Vorwahl 2024 hatten weder Hayes noch Logan Widersacher und traten daher erneut gegeneinander an. Logan unterlag Hayes diesmal mit 46,6 % zu 53,4 %.

### Ausschüsse
Hayes ist aktuell Mitglied in folgenden Ausschüssen des Repräsentantenhauses:
- Committee on Agriculture
  - Livestock, Dairy, and Poultry
  - Nutrition, Foreign Agriculture, and Horticulture
- Committee on Education and Labor
  - Early Childhood, Elementary, and Secondary Education
  - Health, Employment, Labor, and Pensions